# NGC 5894
NGC 5894 este o galaxie spirală situată în constelația Dragonul. A fost descoperită în 25 mai 1788 de către William Herschel. Se află la o distanță de 39,81 de megaparseci de Pământ.